# Пархомов Сергій Іванович
Пархомов Сергій Іванович — український кінодраматург.
Народився 1 травня 1957 р. в родині службовця. Закінчив Вищі сценарні і режисерські курси (1989) в Москві.
Автор сценаріїв фільмів: «Фанданго для мавпочки» (1991) та документальних кінокартин: «Наш Лупашко» (1991), «Гітара з усієї сили», де є також реж.. (1992), «Про Микиту, Дорофея і чарівну ліру» (1992, реж.), «Пернате щастя» (1993, авт. сцен., реж.), «Архітектура храмових споруд України» (1996, у співавт.), «Дім, у якому ти знайдеш друзів» (2001, авт. сцен., реж.).
Член Національної спілки кінематографістів України.